# Собор Святой Анны (Апт)
Собор Святой Анны (фр. Cathédrale Sainte-Anne)— католический собор в городе Апт (Франция). Памятник архитектуры. Бывший кафедральный собор епархии Апта, после её ликвидации в 1801 году принадлежит архиепархии Авиньона. Одна из трёх церквей архиепархии, носящая почётный статус малой базилики. С 1846 года входит в список национального достояния Франции.

## История

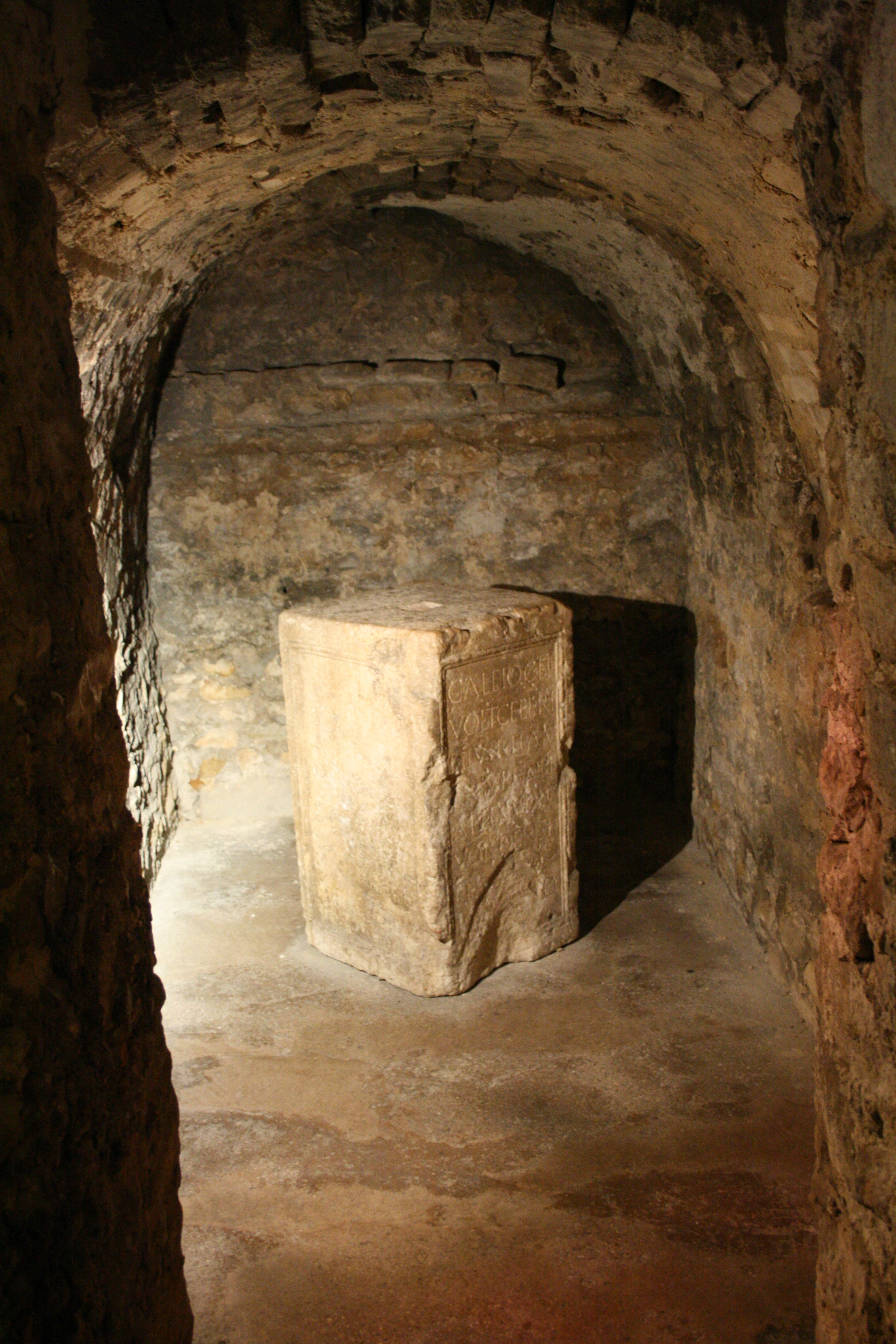
Нижняя крипта (V век)

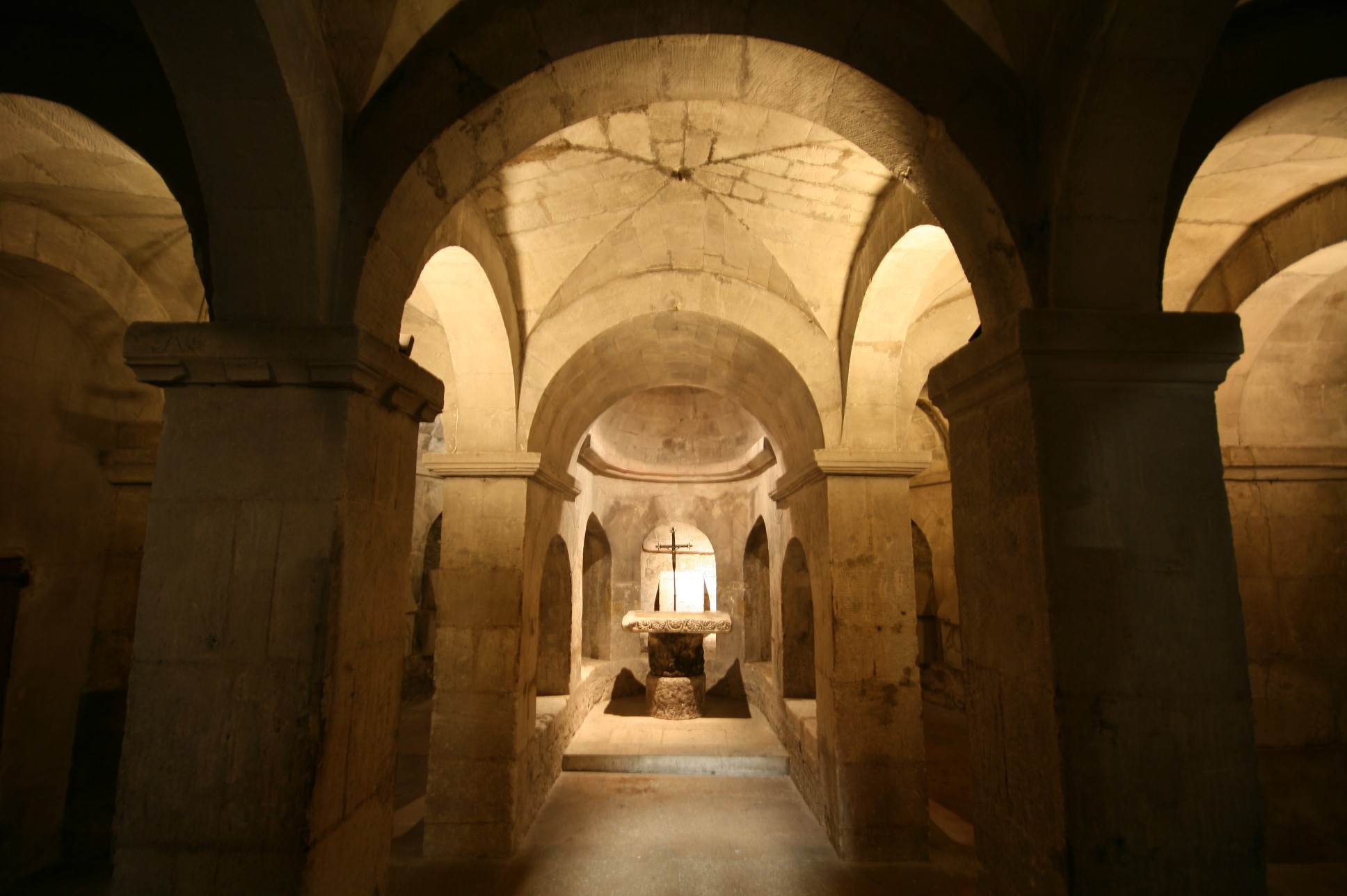
Верхняя крипта (XI век)

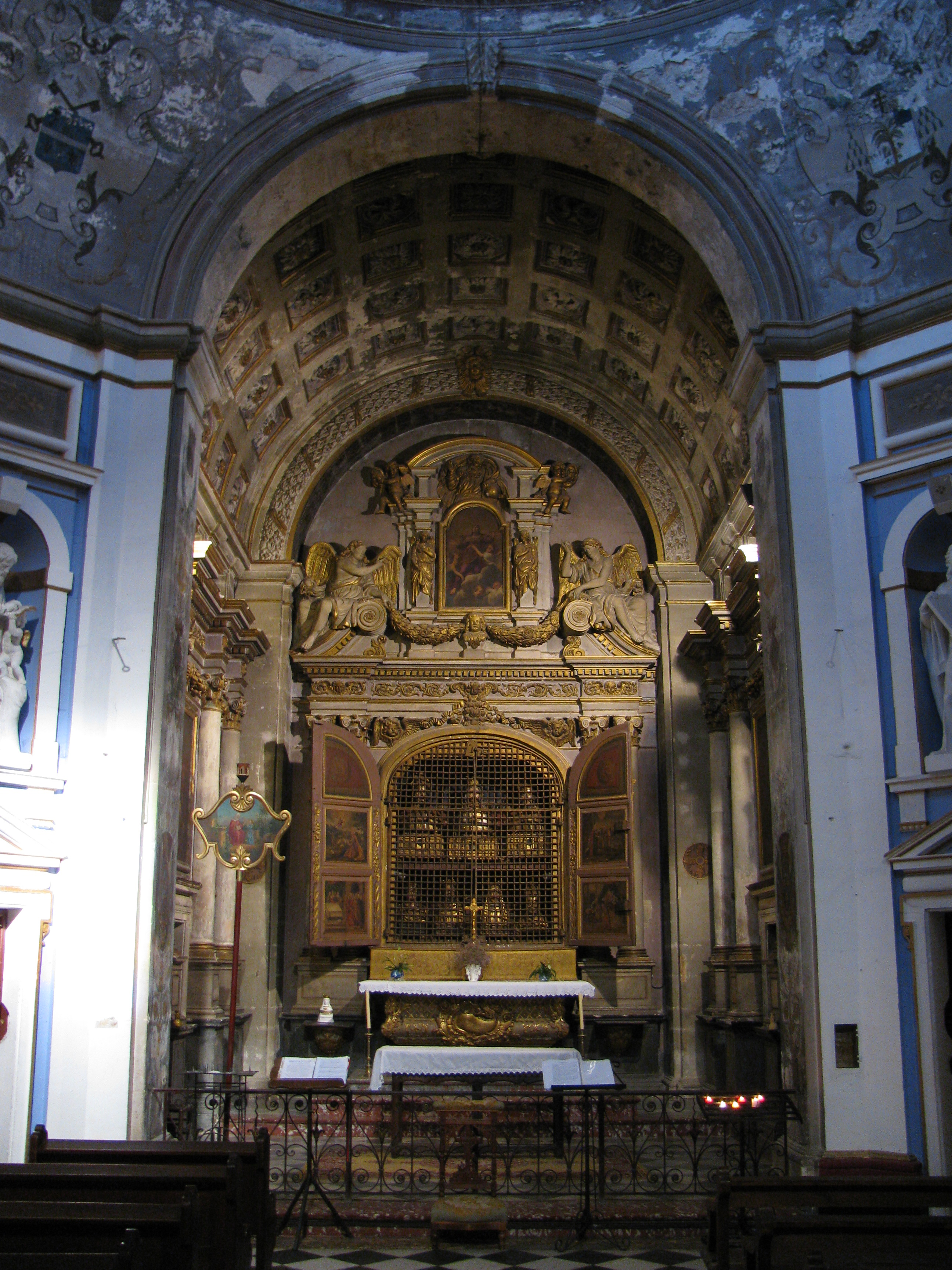
Капелла Святой Анны

Первым епископом Апта считается мученик III века Святой Оспис (fr:Saint Auspice). Согласно местной традиции он был похоронен на месте, где сейчас расположен собор. Над могилой мученика уже в V веке была построена церковь. В VIII веке она была разрушена сарацинами. От этой церкви до нашего времени сохранились только фрагменты крипты (так называемая «нижняя крипта», «верхняя крипта» относится к XI веку).
Новый собор начал строиться в XI веке, в конце XII века он был в общих чертах закончен и освящён в честь Успения Пресвятой Богородицы.
В XIV веке собор был значительно перестроен и расширен. Был добавлен северный неф, боковые башни. Для работ использовались камни разрушенной раннехристианской церкви Святого Павла. В XVI веке был перестроен в готическом стиле центральный неф собора. После этих работ собор в общих чертах принял современный облик и был переосвящён в честь Святой Анны. В XVII веке была сооружена королевская капелла, названная так в честь паломнического визита в собор Анны Австрийской в 1660 году.
В 1801 году Собор Святой Анны потерял статус кафедрального с ликвидацией Аптской епархии. В 1846 году собор включён в список национального достояния Франции. В 1867 году получил титул «малой базилики».

## Интерьер
Изначально церковь была двухнефной, нефы состояли из трёх травей, разделённых мощными колоннами. В XIV веке был добавлен северный неф, в XVI веке бывший северный неф, ставший центральным, расширен и перестроен. В ходе работ XIV—XVI веков в архитектуру прежде чисто романской церкви было внесено множество готических элементов. В глубине хоров сохранился старинный витраж XIV века, на котором изображены Святая Анна, Дева Мария и Младенец Иисус. Центральный неф украшен серией из 9 картин середины XVIII века, посвящённых эпизодам из жизни Богородицы. Главный алтарь и большинство статуй собора также относятся к XVIII веку.
Как уже было сказано, в соборе две крипты. Нижняя осталась от церкви V века, разрушенной в ходе нашествия сарацинов. Верхняя романская крипта построена в XI веке.
Капелла Святой Анны или Королевская капелла — самая большая из боковых капелл собора. Она имеет длину около 16 метров, находится левее входа в базилику. Строительство завершено в 1664 году. Основной интерьер капеллы выполнен в XVII веке, преобладающий стиль — барокко. Капелла имеет прямоугольную в плане форму, прямо над ней находится купол собора. С 1876 года на куполе установлена позолоченная статуя Святой Анны, как бы благословляющая город. .